# 霍莱尔
霍莱尔是德国莱茵兰-普法尔茨州的一个市镇。总面积4.54平方公里，总人口1031人，其中男性497人，女性534人（2011年12月31日），人口密度227人/平方公里。